# Son Ha-yoon
Son Ha-yoon (kor. 손하윤, * 27. Oktober 2007) ist eine südkoreanische Tennisspielerin.

## Karriere
Son spielt bislang hauptsächlich Turniere der ITF Junior Tour und ITF Women’s World Tennis Tour, wo sie aber bisher noch keinen Titel gewinnen konnte.
Ihr Debüt auf der WTA Tour gab sie in der Qualifikation zu den Hana Bank Korea Open 2022, wo sie in der ersten Qualifikationsrunde Astra Sharma mit 0:6 und 1:6 unterlag.